# 南方的野兽
《南方野獸樂園》（英語：Beasts of the Southern Wild）是一部2012年美国奇幻剧情片，保護級，导演是贝赫·泽特林，由泽特林与露西·艾利柏改编自艾利柏所写的独幕剧《Juicy and Delicious》。2012年6月27日在纽约和洛杉矶上映。

## 剧情
讲述了一个六岁的小女孩Hushpuppy和她穷困潦倒且患病的父亲Wink在路易斯安那州的密西西比河上顽强乐观生活的故事。

## 角色
- 葵雯贊妮·華莉絲 - Hushpuppy
- 萊特·亨利 - Wink，Hushpuppy之父，身患病且性情暴躁，最后因病逝世
- Jonshel Alexander - Joy Strong
- Marilyn Barbarin - Cabaret singer
- Kaliana Brower - T-Lou
- Nicholas Clark - Sticks
- Henry D. Coleman - Peter T
- Levy Easterly - Jean Battiste
- Philip B. Lawrence - Dr. Maloney

## 制作
作为一部手工作坊式的低成本影片，影片由大量非专业的业余人士创作。拍摄地位于路易斯安那州。露西·艾利柏表示子女与“不善于表达爱意”的父亲之间的感情关系是其创作的戏剧所要表达的主题。

## 评价
本片获得广泛好评，Metacritic上41家媒体综评86分，烂番茄新鲜度86%，被视作入围2012年奥斯卡最佳影片、导演、摄影和影后的种子选手。
影片被《时代周刊》列为年度十佳电影之一。英国电影协会主办的《视与听》杂志将其列为年度佳片第五名。美国总统奥巴马形容影片“壮观”或“惊人”（"spectacular"）。《Collider》的狄耶哥·彼涅達·帕切克（英語：Diego Pineda Pacheco）將本片列入「十部世界神話迷必看的電影」名冊。

## 奖项
- 第65届戛纳电影节费比西奖、金摄影机奖[5]
- 圣丹斯电影节评审大奖[6]
- 多维尔美国电影节评审大奖
- 洛杉矶电影节最佳故事片奖
- 西雅图国际电影节最佳导演奖[7]

第85届奥斯卡金像奖4项提名
- 最佳影片
- 最佳导演
- 最佳改编剧本
- 最佳女主角：夸文贾妮-沃雷斯（时年9岁的她成为最年幼的影后提名者）